# Campagna della Mesopotamia
La campagna della Mesopotamia fu un fronte del teatro mediorientale nella prima guerra mondiale, aperto dai britannici per minacciare l'Impero ottomano in Mesopotamia, parallelamente alla campagna russa nel Caucaso.
I contendenti erano la Gran Bretagna, l'India britannica e l'Impero ottomano. L'interesse britannico era quello di proteggere le preziose riserve petrolifere della zona. Al termine della campagna, nonostante la tenacia dimostrata dai soldati turchi, la quasi totalità dell'armata ottomana nella regione era stata distrutta.

## Il contesto storico-economico
L'Impero ottomano aveva conquistato questa regione già nel XVI secolo, ma non ne aveva un saldo controllo: Istanbul non aveva infatti mai cercato di organizzare un sistema amministrativo efficiente e basterebbe pensare che a una carovana servivano ben quattro mesi per arrivare nella capitale ottomana. Durante il XIX secolo, gli ottomani cercarono di risolvere questa situazione grazie ad alcune riforme (Tanzimat) che avevano lo scopo, appunto, di modernizzare il Paese. Tra le opere previste, vi era la ferrovia Baghdad-Berlino, che nel 1915 era già stata largamente completata: nonostante le quattro interruzioni, infatti, il tempo di percorrenza tra Istanbul e Baghdad era sceso a 21 giorni.
L'Impero britannico aveva nella regione diversi interessi: infatti, l'Anglo-Iranian Oil Company aveva i diritti esclusivi di sfruttamento dei depositi petroliferi dell'impero persiano, con l'esclusione dei giacimenti situati nelle province dell'Azerbaigian, del Ghilan, del Mazandaran, di Asdrabad e del Khorasan. Nel 1914, prima dello scoppio della guerra, il governo britannico aveva un contratto con la società per la fornitura di carburante alla flotta, inoltre l'area che divenne poi il Kuwait costituiva un ulteriore fattore strategico per l'Impero Britannico.

## Schieramenti ed azioni iniziali
Poco dopo l'inizio della guerra in Europa, i britannici inviarono un contingente militare per proteggere la città di Abadan, nell'attuale Iran: in questa località vi era una delle prime raffinerie petrolifere del mondo. Il piano operativo britannico prevedeva anche uno sbarco di truppe nello Shatt al-Arab, per questa operazione, venne incaricata la 6th Infantry Division dell'esercito indiano, opportunamente rinforzata, che prese il nome di Indian Expeditionary Force D (IEFD).
L'Impero ottomano non si aspettava alcun'azione militare di una certa importanza in questa regione: qui era schierata la quarta armata, costituita dal XII (35ª e 36ª divisione) e XIII (37ª e 38ª divisione) corpi d'armata. Il XII corpo era schierato a Mosul, mentre il XIII era piazzato a Baghdad.
Il 29 ottobre 1914, dopo l'inseguimento del Goeben e del Breslau, quest'ultimo bombardò il porto di Theodosia, sul Mar Nero. Il 30 ottobre, l'alto comando ottomano iniziò a cambiare la distribuzione delle forze. Il 2 novembre, il gran visir Said Halim Pascià espresse il suo rammarico agli alleati per le operazioni della marina. Il ministro degli esteri russo Sergey Sazonov affermò che ormai era troppo tardi e che la Russia avrebbe considerato questa azione un vero e proprio atto di guerra. Il gabinetto del sultano cercò di spiegare che l'azione era stata condotta da ufficiali tedeschi senza autorizzazione, ma gli alleati insistettero sulla necessità di riparazioni alla Russia, sulla rimozione degli ufficiali tedeschi dal Goeben e dal Breslau e sull'internamento delle due unità fino al termine delle ostilità. Ma prima della risposta del governo ottomano, il 5 novembre Gran Bretagna e Francia dichiararono guerra all'impero del sultano; le ostilità iniziarono ufficialmente il 14.

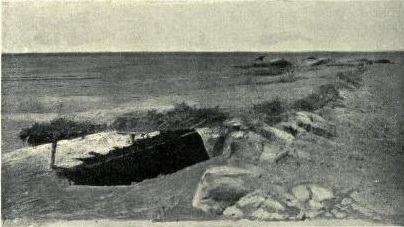
Trincee turche ad al-Sinn

Quando, sul Caucaso, l'offensiva Bergmann divenne una realtà, Enver Pascià inviò sul posto la 37ª divisione e tutto lo stato maggiore del XIII corpo in appoggio alla terza armata e il XII corpo fu schierato in Sinai-Palestina, lo stato maggiore della IV armata fu inviato in Siria in sostituzione di quello della II armata, richiamato a sua volta a Istanbul. In Iraq, al posto della IV armata, rimase la sola 38ª divisione, che fu inglobata nel nuovo comando dell'area Iraq.
La Mesopotamia, quindi, era un fronte a bassa priorità per gli ottomani. In tempo di pace, i reggimenti del XII e XIII corpo erano mantenuti a un livello di allerta piuttosto basso. Il comando venne assunto dal tenente colonnello Süleyman Askeri Bey, che schierò parti della 38ª divisione alla foce dello Shatt al-ʿArab e il resto a Basra. Gli ottomani, inoltre, non possedevano mappe proprie della zona, tanto che cercarono di disegnarne alcune con l'aiuto di persone che avevano lavorato sul posto prima della guerra. Tale tentativo fallì ed Enver Pascià acquistò due mappe tedesche in scala 1/1 500 000

## La campagna

### 1914

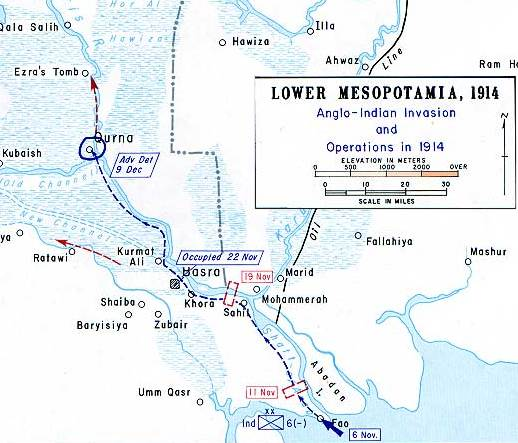
Le prime azioni britanniche, nel 1914

Il 6 novembre 1914, i britannici passarono all'offensiva con un violento bombardamento navale contro il forte di Faw, nell'attuale Iraq. Questa fortificazione era situata nel punto in cui lo Shatt al-ʿArab confluiva nel Golfo Persico. Lo sbarco di Faw fu effettuato dalla Indian Expeditionary Force D e venne invano contrastato da appena 350 turchi con quattro cannoni. Per metà novembre, tutta la 6th Indian Division era sbarcata e iniziò a muovere verso Basra.
Il 22 novembre i britannici occuparono Basra, affrontando una forza di 2 900 coscritti arabi comandati da Subhi Pascià. Lo stesso comandante turco venne fatto prigioniero, insieme a 1 200 uomini. La principale armata ottomana, sotto il comando di Khalil Pascià, era situata piuttosto lontano, nei pressi di Baghdad: nel complesso, lo sforzo effettuato per contrastare i britannici fu piuttosto debole.

### 1915

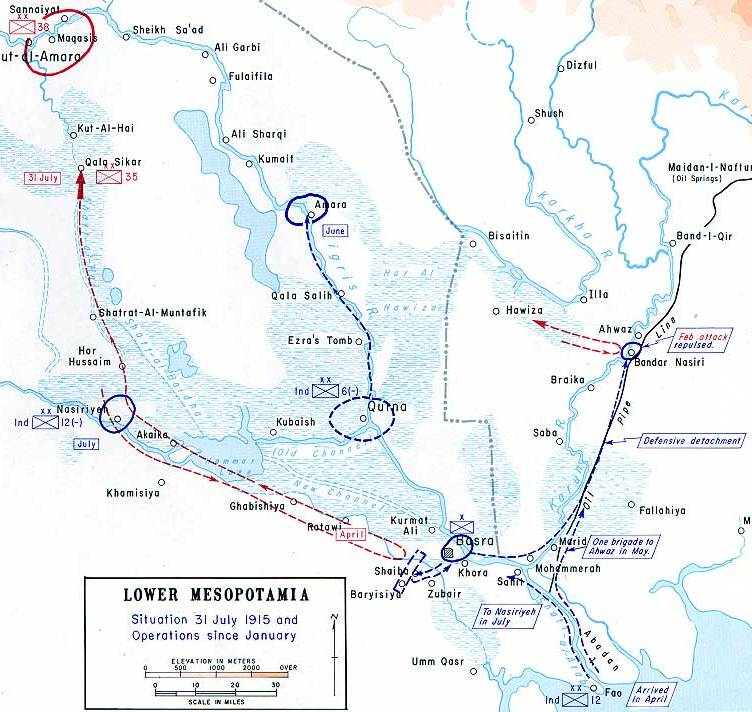
Luglio, offensiva britannica

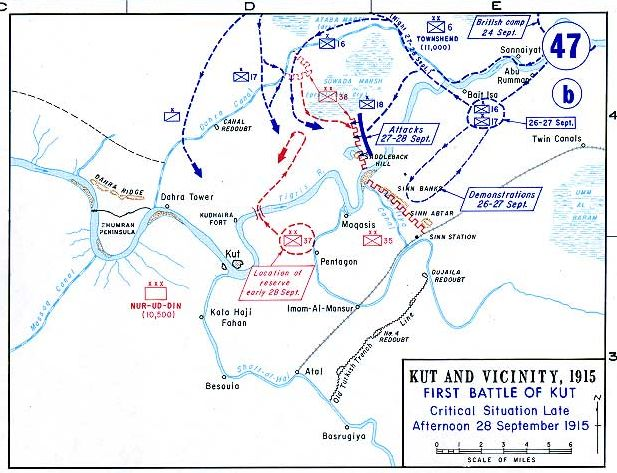
Settembre, offensiva britannica

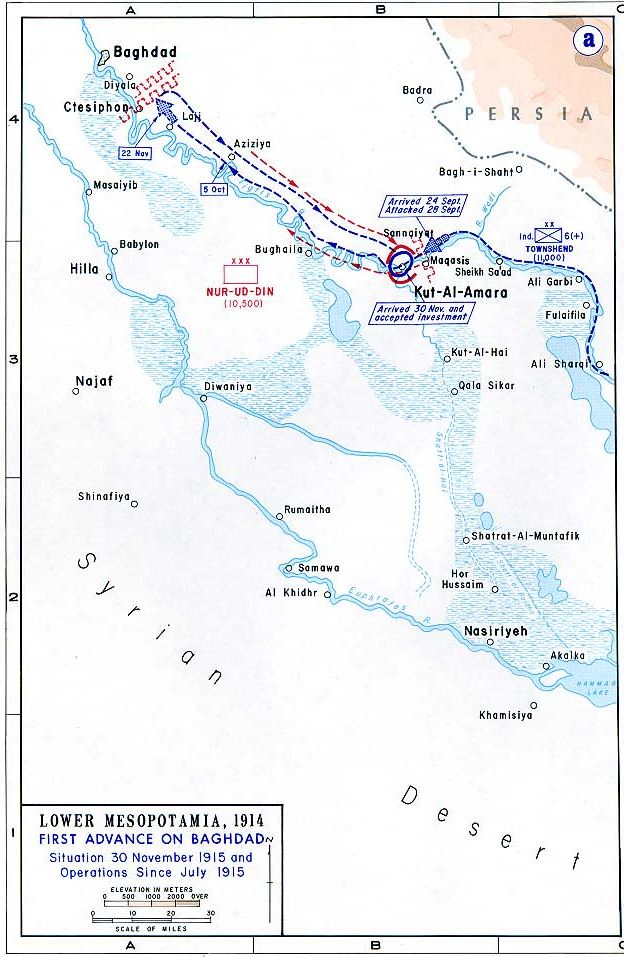
Novembre, offensiva britannica

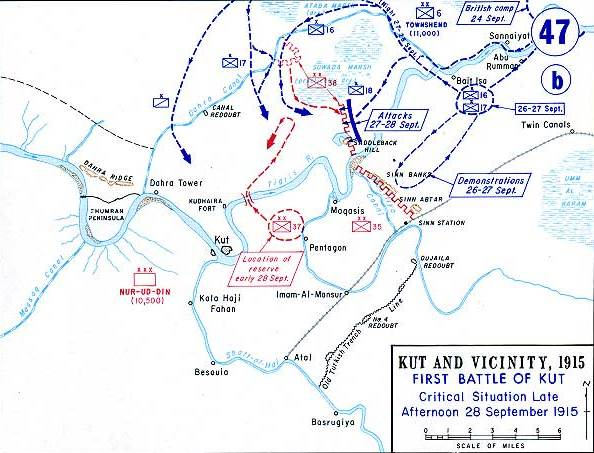
Dicembre, assedio di Kut

Il 2 gennaio, il comando del fronte mesopotamico fu assunto da Süleyman Askeri Bey. In quel periodo, tuttavia, l'esercito ottomano non aveva altre risorse da dislocare nella zona, visto che i fronti del Caucaso, del Sinai e di Gallipoli avevano una priorità decisamente superiore. Il comandante turco, così, iniziò ad inviare lettere agli sceicchi arabi, chiedendo loro di aiutarlo ad organizzare la resistenza contro i britannici: era infatti intenzionato a riconquistare la regione dello Shatt al-ʿArab.
Nella prima mattina del 12 aprile, Süleyman Askeri attaccò l'accampamento britannico a Shayba con 3 800 soldati, forniti dagli sceicchi, senza però ottenere risultati. Gli assalti alle fortificazioni andarono avanti per due giorni e vennero interrotti solo in seguito a un contrattacco della cavalleria britannica. Gli ottomani persero 1 000 uomini tra morti o feriti, oltre a 400 prigionieri e due pezzi di artiglieria, quindi si ritirarono per 75 miglia, sul fiume Hamisiye. Durante le azioni a Shayba era rimasto ferito lo stesso comandante Süleyman Askeri, che, deluso e depresso, si sparò in un ospedale a Baghdad. Al suo posto, il 20 aprile, venne insediato il colonnello Nurettin Pascià, uno dei pochi ufficiali a raggiungere un comando elevato senza ricevere un adeguato addestramento in una scuola dello stato maggiore, tuttavia aveva una vasta esperienza di combattimento.

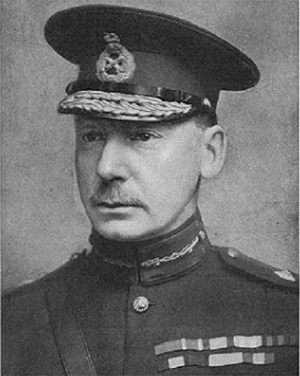
Il generale Townshend

A causa dell'inaspettato successo, i britannici riconsiderarono il loro piano ed il generale Sir John Nixon fu inviato nell'aprile 1915 a prendere il comando. Egli ordinò a Charles Vere Ferrers Townshend di avanzare fino alla città di Kut o addirittura a Baghdad, se possibile. Townshend e la sua piccola armata avanzò lungo il fiume Tigri, sconfiggendo più volte i contingenti ottomani inviati a fermarlo.
Enver Pascià era preoccupato per una possibile caduta di Baghdad: si rese infatti conto che sottovalutare l'importanza del fronte mesopotamico era stato un errore; ordinò quindi alla 35ª divisione e a Mehmet Fazıl Pascià di ritornare a Mosul, dov'erano acquartierati all'inizio della guerra, inoltre ordinò la ricostituzione della 38ª divisione. Il 5 ottobre 1915, venne creata la VI armata e vi fu posto al comando il settantaseienne generale tedesco Colmar von der Goltz: si trattava di un famoso storico militare che aveva scritto diversi trattati sull'argomento, oltre ad aver lavorato per diversi anni come consigliere militare nell'Impero ottomano. Tuttavia, egli in quel periodo era in Tracia, a comandare la I armata ottomana, e per qualche tempo era impossibilitato a raggiungere la sua nuova destinazione, quindi il colonnello Nurettin Pascià rimase il comandante sul campo.
Il 22 novembre, Townshend e Nurettin si scontrarono presso Ctesifonte, l'antica capitale sasanide sita a 25 miglia a sud di Baghdad: lo scontro durò cinque giorni e si concluse con un nulla di fatto: entrambi i contendenti si ritirarono dal campo di battaglia. Townshend concluse che era necessaria una ritirata generale e iniziò le relative manovre, tuttavia Nurettin comprese le intenzioni del comandante britannico e annullò il suo ordine di ripiegamento e lanciò il suo esercito all'inseguimento. Il britannico ritirò la sua divisione in buon ordine fino a Kut al-Amara ed iniziò a fortificare la zona; Nurettin, allora, decise di accerchiarli con il suo XVIII corpo, composto da due divisioni (45ª e 51ª) e dalla II brigata di cavalleria tribale. L'esausta forza britannica fu quindi costretta a chiudersi nella città il 3 dicembre, dove fu accerchiata dagli ottomani. Il comandante turco, inoltre, inviò anche alcuni contingenti lungo il fiume, in modo da impedire l'arrivo di rinforzi.

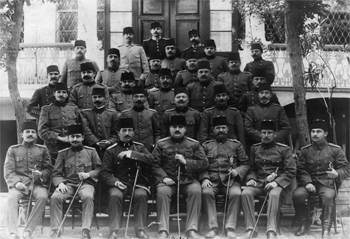
Lo stato maggiore della VI armata ottomana

L'assedio di Kut iniziò il 7 dicembre. Rinunciando a ritirarsi verso Bassora, Townshend commise un grave errore: infatti, Kut era isolata e non poteva essere rifornita. Von der Goltz aiutò le forze ottomane a costruire delle postazioni difensive accanto alla città, contemporaneamente si riorganizzò la VI armata su due corpi (XIII e XVIII) e Nurettin cedette il comando al generale tedesco. Inoltre, vennero costruite nuove opere fortificate lungo il fiume, in modo da impedire l'arrivo di rinforzi a Townshend. Dietro le richieste di quest'ultimo di effettuare tentativi per rompere l'accerchiamento, il generale Nixon istituì una forza di soccorso al comando del generale Aylmer, che fece ben tre tentativi di rompere l'assedio, ma si conclusero tutti con un insuccesso.

### 1916

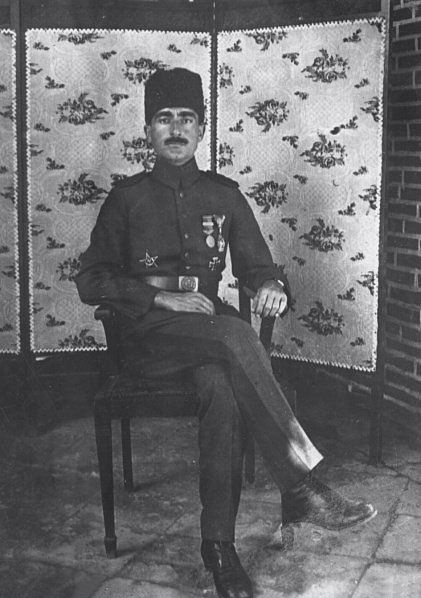
Halil Kut

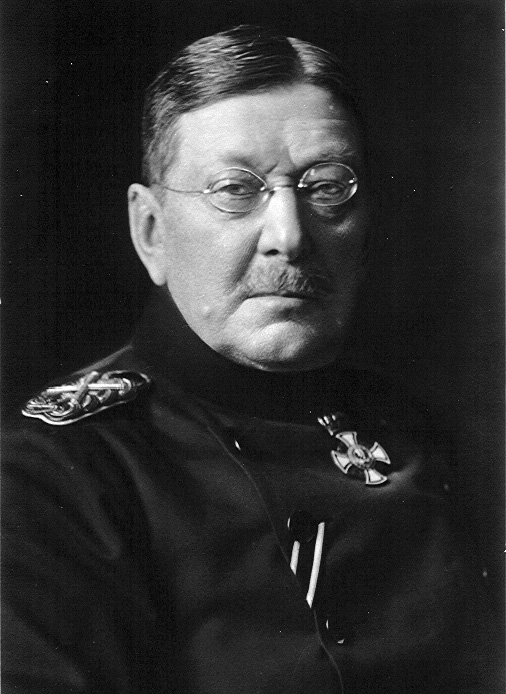
Von der Goltz

Il 20 gennaio, Nurettin Pascià fu sostituito da Enver Pascià con il colonnello Halil Kut, infatti non voleva lavorare con un generale tedesco; inviò un telegramma al ministero della guerra in cui scriveva: “L'armata dell'Iraq ha già dimostrato che non ha bisogno delle conoscenze militari di Goltz Paşa…”. In campo britannico, dopo questo fallimento, Nixon fu sostituito dal generale Lake; le forze britanniche, inoltre, ricevettero piccoli quantitativi di rifornimenti dall'aria, che però erano insufficienti. Halil Kut, in pratica, costrinse i soldati di Sua Maestà a scegliere tra la resa e la morte per fame, anche se questi continuarono a tentare di rompere l'assedio; infatti, tra il gennaio e il marzo 1916, sia Townshend sia Aylmer lanciarono diversi attacchi, dando luogo alle battaglie di Shaykh Sa'd, Wadi, Hanna e Dujayla. Questa serie di tentativi di rompere l'accerchiamento ottomano fallì ed ebbe un costo estremamente alto per entrambe le parti. In febbraio il XII corpo ricevette la 2ª divisione fanteria di rinforzo; nella città assediata, intanto, il cibo si stava esaurendo e si diffondevano rapidamente le epidemie.
Il 19 aprile, Von der Goltz morì di colera. Il 24 aprile fallì anche l'ultimo tentativo di raggiungere la città da parte di un piroscafo a ruote, il Julnar. Il 29 aprile, Townshend si arrese con 8 000 uomini.
Per i britannici, la battaglia di Kut fu un'umiliante disfatta: erano parecchi anni, infatti, che un numero così alto di soldati di Sua Maestà non si arrendeva al nemico; inoltre, la sconfitta arrivava solo quattro mesi dopo il disastro di Gallipoli. Quasi tutti i comandanti che erano rimasti coinvolti nella fallimentare impresa di salvare Townshend furono rimossi dal comando. Da parte loro, gli ottomani dimostrarono di essere in grado di tenere posizioni difensive contro forze superiori.

### 1917

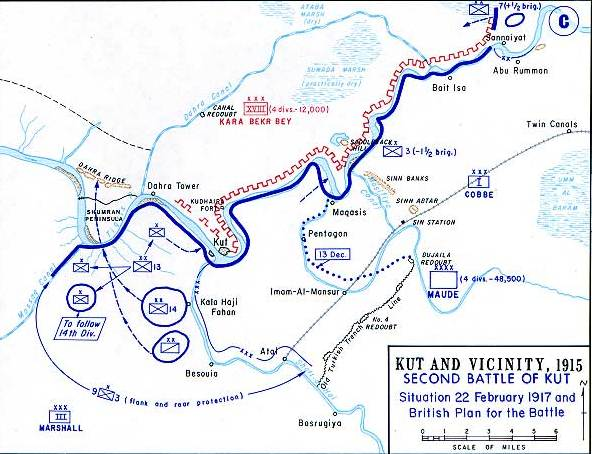
L'esercito del generale Maude cattura Kut, 1917

I britannici rifiutarono di accettare questa sconfitta e così venne inviato un nuovo comandante, il generale Maude, con rifornimenti di truppe e materiali, per sei mesi egli organizzò e addestrò il suo esercito. Nello stesso periodo, la VI armata ottomana era invece in condizioni piuttosto critiche: infatti Halil Pascià aveva ricevuto rifornimenti molto scarsi ed era stato costretto a sciogliere la 38ª divisione e ad utilizzare i suoi soldati per rinfoltire i ranghi delle altre unità (46ª, 51ª, 35ª e 52ª).
Maude lanciò la sua offensiva il 13 dicembre 1916: i britannici avanzarono lungo entrambe le rive del Tigri, costringendo l'esercito ottomano a chiudersi in una serie di postazioni fortificate lungo la strada; si trattò di un'offensiva metodica, organizzata e di successo. Halil Pascià fu abile a concentrare il grosso delle sue truppe contro Maude vicino Kut, tuttavia il generale britannico spostò la sua avanzata sull'altra riva del Tigri, bypassando quindi i numerosi contingenti turchi. Il XVIII corpo si salvò dalla distruzione solo combattendo in feroci e disperate azioni di retroguardia, ma dovette abbandonare parecchie armi ed equipaggiamenti. I britannici occuparono Kut e continuarono ad avanzare lungo il Tigri.
Nei primi giorni di marzo i britannici erano giunti alla periferia di Baghdad e la guarnigione della città, sotto il diretto comando del governatore della provincia Khalil Pascià, tentò di fermarli presso il fiume Diyala. Maude, tuttavia, distrusse un reggimento ottomano e occupò le posizioni difensive. Khalil Pascià si ritirò in disordine fuori dalla città. L'11 marzo 1917 i britannici entrarono a Baghdad, dove vennero accolti come liberatori. In questa azione, aveva giocato un ruolo essenziale l'esercito dell'India britannica. Nella confusione del ritiro, vennero catturati 15 000 ottomani, ovvero una grossa parte dell'esercito.
Halil Pascià ritirò la sua VI armata, ormai sconfitta, lungo il fiume e stabilì il suo quartier generale a Mosul. Complessivamente, gli erano rimasti 30 000 uomini da opporre a Maude. In aprile, ricevette la 2ª divisione di fanteria, ma la posizione strategica in cui si trovava era decisamente peggiore di prima. Dopo la cattura di Baghdad, Maude interruppe la sua avanzata: infatti, il generale ritenne che le sue linee di rifornimento si fossero eccessivamente allungate, che fossero necessari nuovi rifornimenti prima di riprendere l'offensiva e che soprattutto le condizioni climatiche avrebbero reso difficili le operazioni militari.
Il generale Maude morì di colera il 18 novembre. Fu sostituito dal generale William Marshall, che interruppe le operazioni per l'inverno.

### 1918

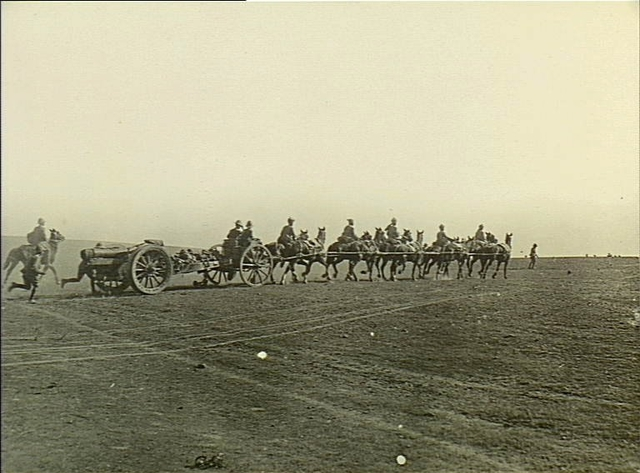
Truppe britanniche in marcia verso il Piccolo Zab

I britannici ripresero la loro offensiva alla fine del febbraio 1918, catturando Hīt e Khan al-Baghdadi in marzo e Kifri in aprile. Per il resto dell'anno, mossero le loro truppe in direzione del Sinai e della Palestina, per appoggiare l'azione su Megiddo. Inoltre, Marshall mosse parte delle sue truppe anche in direzione della Persia, per sostenere il generale Lionel Dunsterville nelle sue azioni in quel settore nell'estate 1918. La sua armata, molto potente, rimase "sorprendentemente inattiva, non solo nella stagione calda, ma anche in quella fredda". Nessuno voleva più la guerra in Mesopotamia.
L'inizio dei negoziati per un armistizio tra alleati e ottomani iniziarono in ottobre. Il generale Marshall, seguendo le istruzioni del War Office, che chiedeva di "fare ogni sforzo per arrivare ad avere le migliori posizioni possibili sul Tigri alla fine della guerra," riprese l'offensiva. Il generale Alexander Cobbe era al comando delle forze britanniche a Baghdad il 23 ottobre 1918: in due giorni, riuscì a coprire 120 chilometri, raggiungendo il fiume Piccolo Zab, dove attese di affrontare la VI armata ottomana, ora comandata da Ismail Hakki Bey. La battaglia fu combattuta a Sharqat e si concluse con la cattura di praticamente tutta la forza turca.

### L'armistizio di Mudros
Il 30 ottobre 1918, venne ratificato l'armistizio di Mudros e le parti accettarono le loro posizioni. Il generale Marshall accettò la resa di Khalil Pascià e della VI armata ottomana lo stesso giorno. Cobbe, tuttavia, non rimase sulle sue posizioni e continuò l'avanzata su Mosul; la cosa provocò vibranti proteste turche. Senza incontrare resistenza, i britannici entrarono a Mosul il 14 novembre 1918, quindi,la proprietà della provincia di Mosul, nonché dei suoi ricchi giacimenti di petrolio, divenne un problema internazionale.
In ultima analisi, la fine effettiva delle ostilità sul fronte mesopotamico ebbe luogo 13 giorni dopo l'armistizio e lo stesso giorno dell'inizio dell'occupazione di Istanbul.

## Epilogo
Con le forze militari indiane già sul posto, i britannici fecero arrivare funzionari civili dall'India, che avevano già esperienza sulla gestione di una colonia. L'espulsione degli ottomani dalla regione scosse violentemente un equilibrio che si reggeva da secoli: gli arabi, infatti, erano convinti che l'espulsione degli ottomani dalla regione avrebbe portato una maggiore autonomia e per questo li combatterono al fianco degli Alleati grazie essenzialmente a Lawrence d'Arabia e alla rivolta araba guidata da Faysal, figlio dello sharīf della Mecca al-Husayn ibn Ali. Rimasero quindi molto delusi dall'istituzione del mandato britannico dell'Iraq.
Tra il 1918 ed il 1919 nella regione nacquero ben tre importanti società segrete anticolonialiste: a Najaf fu organizzata la Jamʿiyyat al-Nahda al-Islāmiyya (associazione della rinascita islamica), la al-Jamʿiyya al-Wataniyya al-Islāmiyya (associazione patriottica islamica) fu invece creata con l'obiettivo di organizzare e mobilitare la popolazione per aumentare la resistenza; nel febbraio 1919, a Baghdad, una coalizione di mercanti sciiti, insegnanti sunniti, funzionari civili, ʿulamāʾ (sia sunniti sia sciiti) e ufficiali iracheni costituirono la formazione Haras al-Istiqlāl (i guardiani dell'indipendenza); questi avevano adepti a Karbala, Najaf, Al-Kut e Hilla. I britannici erano in una situazione precaria per la questione di Mosul e adottarono misure disperate per proteggere i loro interessi. La rivolta irachena si sviluppò poco dopo che le loro forze erano riuscite ad affermare la propria autorità e venne schiacciata nell'estate 1920.
Il parlamento ottomano accettò di cedere gran parte della regione, ma si oppose duramente nel caso di Mosul: infatti, col Misak-ı Millî, dichiarò che la provincia di Mosul era parte della madrepatria turca, caratterizzata da una storia e da un passato comuni, nonché da leggi e da usi condivisi. Presumibilmente, dal punto di vista britannico, se Mustafa Kemal Atatürk fosse riuscito a garantire la stabilità della Repubblica di Turchia, avrebbe rivolto la sua attenzione al recupero di Mosul e avrebbe potuto penetrare in Mesopotamia, qui potenzialmente la popolazione locale (in cui è presente anche un elemento turcomanno) si sarebbe unita a lui. Il ministro degli esteri britannico tentò goffamente di negare l'esistenza di giacimenti petroliferi a Mosul: il 23 gennaio 1923, Lord Curzon dichiarò che l'esistenza di petrolio era puramente ipotetica. Tuttavia, secondo Armstrong, L'Inghilterra voleva il petrolio. Mosul ed i Curdi erano la chiave.

## Le perdite
Le perdite britanniche e indiane in tutta la campagna ammontarono a 92 000 soldati. Le perdite ottomane non sono note, ma gli Alleati catturarono un totale di 45 000 prigionieri. Alla fine del 1918, la Gran Bretagna aveva 410 000 uomini nell'area, di cui solo 112 000 erano combattenti. La gran parte delle truppe impiegate era di provenienza indiana.